# Чудове дослідження
«Чудове дослідження» (англ. The Research Magnificent) — роман англійського письменника Герберта Веллса. Написаний в 1915 році.

## Сюжет
Герберт Веллс описує цікавий і глибокий шлях персонажа на ім'я Вільям, який наполягає на благородному житті. Ще в дитинстві Вільям вирішив, що це був єдиний аристократичний спосіб життя і був сповнений рішучості зробити це за будь-яку ціну. Вільям отримує всілякі веселі неприємності на своєму життєвому шляху. Що б не трапилося, він продовжує йти вперед і дотримуватися своїх принципів.
Основі роману передує 55-сторінкова «прелюдія» під назвою «Про страх і аристократію», яка пояснює довготривале збентеження Бенхема через неспроможність людей бути благородними та його ранню віру в те, що перемога над страхом є суттю шляхетного життя. 
Шість розділів роману, в яких розповідається історія життя Бенхема, досліджують це збентеження. Бенхем помирає в розпал своїх пошуків, але його документи показують, що він прийшов до попереднього висновку про наявність чотирьох перешкод, або «обмежень», як він їх називає, які заважають людям жити благородно: (1) страх; (2) самозадоволення, включаючи секс; (3) ревнощі; і (4) упередження (під останнім він має на увазі «найвидатніший набір впливів, расову ненависть, національну підозрілість, злий бік патріотизму, релігійну та соціальну нетерпимість, усі соціальні наслідки безглуздості, справді будь-яку силу роз’єднання, крім суто особистих розбіжностей між людьми» .) 
За словами біографа Девіда С. Сміта, у «Чудовому дослідженні» Веллс «безпосередньо розповідає про перші дні свого життя з Ребеккою Вест, під час яких її почуття власності іноді відштовхувало його, але його сексуальна потреба повертала його назад»; Особливості його стосунків із Вестом включають «любовні імена, насильницькі та пристрасні перші зустрічі, а також слова, жести та «бізнес», яких Веллс так потребував у своєму романтичному житті... і не в смішний спосіб, як це часто був його методом вирішення таких питань». Під час написання цієї книги народився син Веллса від Ребекки Вест, Ентоні Вест.